# 10,5 cm leFH 16 auf Geschützpanzer
10,5 cm leFH 16 auf Geschützpanzer – niemieckie działo samobieżne z okresu II wojny światowej.

## Historia
Po zajęciu Francji, Niemcy weszli w posiadanie wielu zdobycznych pojazdów. 6 czołgów typu Mark VI przejął 227. Pułk Artylerii, który zamontował w nich lekkie haubice polowe kalibru 10,5cm. Haubica 10,5cm leFH 16 była popularną, solidną, acz lekko przestarzałą konstrukcją. Wersja zamontowana w pojeździe nie mogła używać pocisków z największym ładunkiem (6), a przy używaniu pocisków z mocniejszymi ładunkami (4 i 5) korzystano z lemiesza, który po rozłożeniu z tyłu stabilizował pojazd.